# Fría como el viento
"Fría Como el Viento" é uma canção escrita e produzida por Juan Carlos Calderón e interpretada pelo cantor mexicano Luis Miguel. Foi lançado como terceiro single do álbum Busca una Mujer. Se tornou o terceiro single que alcançou a primeira posição na Hot Latin Tracks, atrás de "Ahora Te Puedes Marchar" de 1987 e "La Incondicional" também de Busca una Mujer. Foi incluído posteriormente na coletânea Grandes Éxitos.

## Informações
Lançado como o terceiro single do álbum Busca una Mujer, "Fría Como el Viento" se tornou um sucesso e posteriormente acabou entrando no repertório dos shows da turnê 20 Años em 1990. Cinco anos depois, em um show no México, Luis Miguel a interpretou em um medley junto com as canções "Yo Qué No Vivo Sin Tí", "Culpable o No", "Más Allá", "Entrégate", "Tengo Tódo Excepto a Tí" e "La Incondicional". O medley foi incluído novamente no álbum El Concierto. Com rumores de que o álbum Cómplices (2008) seria de duetos, a canção seria interpretada pelo cantor junto com a cantora mexicana Paulina Rubio ou com a cantora chilena Myriam Hernández, porém a ideia foi descartada depois.

## Outras versões
Vários outros artistas gravaram outras versões da canção incluindo Los Byby's, Fuera de Liga, Mazz, Grieta Calderòn, Grupo El Momento, The Latin Stars Orchestra, El Momento vs. Hijo de Chila, Frankie Negrón, New Variety Band, Los Player's, Silva & Guerra e Terrazas Musical. Luis Miguel posteriormente gravou a canção em português que foi intitulada como "Fria Como o Vento".

## Formato e duração
- 7" single, CD single

1. "Fría Como el Viento" – 3:41
2. "Pupilas de Gato" – 4:00

- Airplay

1. "Fría Como el Viento" – 3:41

## Charts
| Chart (1989)    | Posição |
| --------------- | ------- |
| Hot Latin Songs | 1       |